# Monte Tasman
O Monte Tasman (Horo-Koau na língua māori) é a segunda montanha mais alta da Nova Zelândia, com 3497 m de altitude. Faz parte da cordilheira dos Alpes do Sul na Ilha Sul, apenas a 4 km da mais alta montanha da cordilheira, o Monte Cook ou Aoraki. Ao contrário do Aoraki/Monte Cook, o Monte Tasman fica sobre a principal divisória, na fronteira entre o Parque Nacional Aoraki/Mount Cook e o Parque Nacional Westland.